# Mourir pour Dantzig?

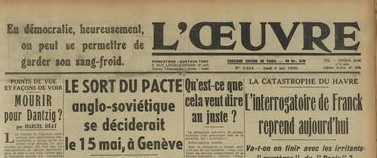
L’Œuvre, 4. Mai 1939

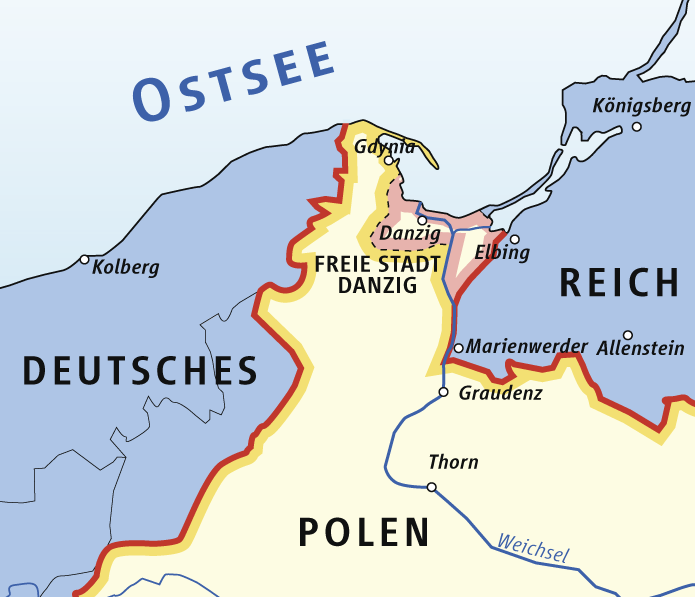
Freie Stadt Danzig (1920–1939)

Mourir pour Dantzig ? (deutsch: „Sterben für Danzig?“) war der Titel eines Leitartikels des französischen Neosozialisten und Pazifisten – und späteren Vichy-Kollaborateurs – Marcel Déat, der am 4. Mai 1939 auf der Titelseite der Zeitung L’Œuvre erschien und kurz vor dem Krieg zu einem pazifistischen Slogan wurde („Pourquoi mourir pour Dantzig?“).
Er bezog sich auf die Freie Stadt Danzig (heute die Hafenstadt Gdańsk in Polen sowie ihr weiteres Umland) und auf den Polnischen Korridor. Dieser trennte ab 1920 Ostpreußen vom Rest Deutschlands, um Polens Wunsch nach einem Meereszugang zu erfüllen. Das Dritte Reich, dem wenige Monate zuvor im Münchner Abkommen das Sudetenland zugesprochen worden war, erhob 1939 neue Ansprüche und verlangte diese Gebiete zurück. Frankreich und das Vereinigte Königreich unterstützten Polen in der Ablehnung dieser Forderung. Dadurch wurde die Gefahr eines Krieges in Europa offensichtlich.

## Kontext
Nach dem Münchner Abkommen vom September 1938 glaubten die westlichen Staaten, den Krieg vermieden zu haben. Entgegen seinen Zusagen ließ Adolf Hitler im März 1939 die Wehrmacht Böhmen und Mähren besetzen und erhob anschließend weitere Ansprüche auf den Polnischen Korridor und die Stadt Danzig. Die britische und französische Regierung reagierten darauf am 31. März 1939 mit einer Garantieerklärung für Polen. Diese Ereignisse trafen in Frankreich auf eine Bevölkerung, die noch von den Folgen des Ersten Weltkriegs, der vor rund 20 Jahren geendet hatte, gezeichnet und mehrheitlich pazifistisch eingestellt war.
Laut einer Umfrage des Meinungsforschungsinstituts IFOP vom Oktober 1938 befürworteten 57 % der Franzosen das Münchner Abkommen. Trotz dieser pazifistischen Grundstimmung lehnten jedoch 70 % weitere Zugeständnisse an Deutschland ab, und 76 % erklärten zu diesem Zeitpunkt, dass Danzig notfalls auch mit Gewalt verteidigt werden müsse.
Auch in Großbritannien gab es eine vergleichbare Stimmung, viele wollten die bis 1938 betriebene Appeasement-Politik fortsetzen. Am 5. Mai 1939 (also einen Tag nach Déat) schrieb die Londoner Times, Danzig sei „keinen Krieg wert“. Hintergrund waren Verhandlungen, die die Vertreter der beiden Westmächte mit der Sowjetunion führten, um ein Militärbündnis gegen Deutschland zu schaffen. Dieses verhandelte gleichzeitig mit dem faschistischen Italien über die Gründung des später so genannten Stahlpakts. Henri Béraud, ein französischer Schriftsteller und Journalist, hatte bereits 1938 einen Artikel unter der Überschrift: „Mourir pour les Sudètes“ (Sterben für das Sudetenland) veröffentlicht.

## Marcel Déat und sein Leitartikel vom 4. Mai 1939

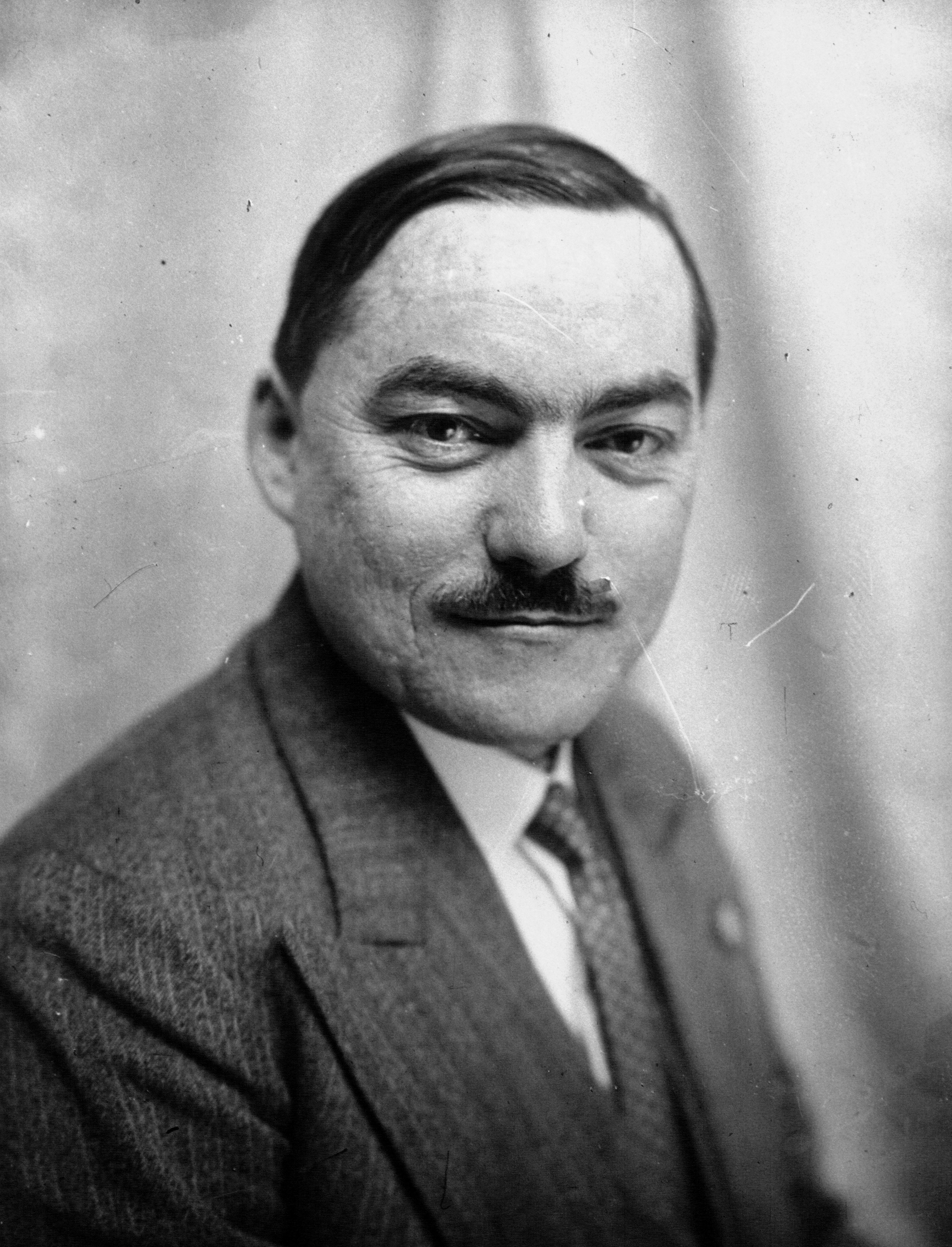
Marcel Déat, 1932

Marcel Déat (1894–1955) war Politiker, Journalist, Intellektueller, Eliteschüler und habilitierter Philosoph. Er war Abgeordneter der SFIO und wurde 1933 wegen seiner zunehmend autoritären Doktrinen und seiner Unterstützung der Regierung Daladier aus der Partei ausgeschlossen. Im selben Jahr beteiligte er sich an der Gründung der Parti socialiste de France (Sozialistische Partei Frankreichs, auch Parti socialiste de France-Union Jean Jaurès). Déat wurde zum Anführer der Neosozialisten, einer in Frankreich und Belgien aufkommenden Bewegung, deren Hauptvertreter in Frankreich die oben genannte Parti socialiste de France-Union Jean Jaurès war. 1936 war er kurzzeitig Luftfahrtminister in der zweiten Regierung von Albert Sarraut. Im Jahr 1939 war er Abgeordneter der Union socialiste républicaine für Angoulême.
In seinem Leitartikel vom 4. Mai auf der Titelseite von L’Œuvre – der Zeitschrift, in der er regelmäßig schrieb – plädierte er für eine begrenzte Unterstützung Polens und erklärte, „dass die Nazis längst die Herren der Stadt sind, in der der unglückliche Vertreter des Völkerbundes nur noch eine gespenstische Rolle spielt. Unter diesen Umständen ist der Anschluss [Danzigs] an das Deutsche Reich nur eine Formalität, die zwar unangenehm, aber keineswegs katastrophal ist.“ Er gab den Polen die Schuld an der Situation und erklärte, dass ein patriotisches Beben durch „dieses gefühlvolle und sehr sympathische Volk“ gehe. „Sie sind bereit, Danzig als Lebensraum zu betrachten […] und lehnen jedes Gespräch, jede Diskussion mit Deutschland ab.“ Und er fährt fort, „dass es überhaupt nicht darum gehe, vor den Eroberungsgelüsten Hitlers einzuknicken, aber ich sage es ganz klar: Europa wegen Danzig in den Krieg zu treiben, ist ein bisschen übertrieben, und die französischen Bauern haben keine Lust, für die Polen zu sterben“. Déat schloss mit den Worten: „An der Seite unserer polnischen Freunde zu kämpfen, für die gemeinsame Verteidigung unserer Gebiete, unserer Güter, unserer Freiheiten, das ist eine Perspektive, die man mutig in Betracht ziehen kann, wenn sie zur Erhaltung des Friedens beitragen soll. Aber für Danzig zu sterben, nein!“

## Folgen
Die Meinungen über die Bedeutung und Auswirkungen des Slogans gehen auseinander. Dieser Artikel und mehrere ähnliche wurden von französischen und ausländischen Diplomaten und Regierungsbeamten zur Kenntnis genommen und lösten Pressemitteilungen von Premierminister Édouard Daladier und Außenminister Georges Bonnet aus, die diese Stimmung nicht als Mehrheitsmeinung der französischen Öffentlichkeit und Regierung sahen und ihre Unterstützung für das polnisch-französische Bündnis bekräftigten. Auch der französische Historiker Jacques Bariéty meint, dass zur Zeit von Déats Artikel „der vorherrschende Wind […] in die entgegengesetzte Richtung“ geblasen habe und immer mehr Franzosen bereit gewesen seien, den Forderungen Hitlers notfalls mit Gewalt zu begegnen. Henry Kissinger dagegen glaubte, die Parole habe die Franzosen 1940 demoralisiert. Der Historiker David Gordon argumentiert, dass sie zu diesem Zeitpunkt bereits weitgehend an den Rand gedrängt gewesen sei. Der Historiker Julian T. Jackson stimmt dem zu und stellt fest, dass die Parole zwar von einigen extremistischen Gruppen wie der British People’s Party aufgegriffen wurde, aber zum Zeitpunkt ihrer Abfassung größtenteils „auf taube Ohren stieß“. Dem Historiker Karol Górski zufolge erfreuten sich Déats Artikel und die daraus resultierende Parole sowohl in Frankreich als auch im Ausland einer gewissen Popularität und andere nennen die Gruppen, bei denen sie Anklang fand, wie französische Intellektuelle, die extreme Rechte und die Isolationisten.
Nach der Einigung mit Stalin stellte Hitler am 30. August 1939 Polen ein Ultimatum und begann angesichts der vorhersehbaren Weigerung der Polen zwei Tage später mit dem Überfall auf das Land, was zum Kriegseintritt Frankreichs und Großbritanniens führte und den Beginn des Zweiten Weltkriegs in Europa markierte.
Am 8. August 1940, zu Beginn des Vichy-Regimes, schrieb Déat in der von ihm herausgegebenen Zeitschrift L’Œuvre erneut einen Leitartikel mit dem Titel „Mourir pour Dantzig“, der pétainistische Züge trug, während die erste Sitzung des Prozesses von Riom stattfand, der die „Verantwortlichen für die Niederlage“ verurteilen sollte.

## Nach dem Zweiten Weltkrieg
Der Slogan wurde in Polen besonders negativ aufgenommen und ging in die polnische Sprache als Ausdruck „umierać za Gdańsk“ ein, der als eine Art informeller Trugschluss verwendet wird und ein Argument beschreibt, dem niemand zustimmen sollte. Eine Reihe moderner polnischer Quellen zitiert diesen Slogan mit dem Argument, dass er die vorherrschende Meinung der Mehrheit der Franzosen und der Briten sei und dass die allgemeine Stimmung in diesen Ländern so sei, dass ihre Bürger nicht für ihren polnischen Verbündeten kämpfen wollten. So sagte 2005 Jacek Saryusz-Wolski, damals Leiter der polnischen Delegation im Europäischen Parlament im Zusammenhang mit dem Irakkrieg, an dem Frankreich sich nicht beteiligen wollte: „Sie [die Franzosen] wollten nicht für Danzig sterben, und jetzt wollen sie ihre Zeit nicht für Danzig verschwenden“.
2014 begann ein Aufruf polnischer Intellektueller an die Bürger und Regierungen Europas angesichts der russischen Gefahr mit „Sterben für Danzig“. Ulrike Guérot warf 2015 nach der Annexion der Krim 2014 die Frage auf, wie man bei einer Zuspitzung des Ukraine-Konflikts mit der Frage „Mourir pour Kiev?“ umgehen werde. Die analoge Frage „Mourir pour Dantzig“ sei 1939 der Anfang vom Ende gewesen.
Seit dem russischen Überfall auf die Ukraine 2022 taucht das Schlagwort im Zusammenhang mit der vereinzelt formulierten Weigerung auf, die Ukraine zu unterstützen. So schrieb die Neue Zürcher Zeitung am 25. Januar 2022 – also noch vor Beginn des Überfalls – zur vorgeblichen Zurückhaltung der deutschen Bevölkerung und der Bundesregierung, sie erinnere „an den französischen ‹Mourir pour Danzig?›-Pazifismus von 1939.“ Die Presse erinnerte am 11. Juli 2022 an Déats Artikel und mahnte, die Alternative heiße Kapitulation vor der russischen Aggression. Ariane Mnouchkine schrieb am 25. Februar 2022 in Télérama, wenn man schon nicht für Kiew sterben wolle, solle man wenigstens akzeptieren, sich dafür „den Hintern abzufrieren“.
Nachdem der französische Staatspräsident Emmanuel Macron im März 2024 erklärt hatte, auch der Einsatz von Bodentruppen sei in der Ukraine nicht auszuschließen, wurde das Déat-Zitat in französischen Zeitungen reaktiviert. Einen differenzierten Blick mahnte am 14. März 2024 der französische Geopolitologe Pascal Boniface mit „Mourir pour le Donbass ?“ an. Déats Artikel sei im Kontext der Zeit vertretbar gewesen; die weitere Entwicklung Déats zum Verräter und Kollaborateur würde den Blick darauf verstellen.